# لقاح شلل الأطفال
يستخدم نوعان من لقاح شلل الأطفال حول العالم، وقد اكتشف العالم الأمريكي جوناس سالك أول لقاح يقي من شلل الأطفال وأجرى أول اختبار عليه في عام 1952. وكان جوناس سالك قد أعلن اكتشاف لقاحه هذا وقدمه للعالم في 12 إبريل عام 1955. وتألف من جرعة من فيروس شلل الأطفال غير النشط (الميت) تعطى عن طريق الحقن العضلي. ثم استطاع ألبرت سابين التوصل إلى لقاح مضاد لشلل الأطفال يُعطى في صورة قطرات عن طريق الفم، وذلك من خلال استخدام فيروس شلل الأطفال الضعيف. وقد بدأ ألبرت سابين في عام 1957 بتطبيق تجارب على البشر من خلال إعطائهم هذا اللقاح، واعتُمد هذا اللقاح رسميًا في عام 1962. ونظرًا لأنه لا يوجد على الدوام حامل لفيروس شلل الأطفال بين الأفراد ذوي المناعة القوية، فإن فيروسات شلل الأطفال يكون لها مستودع أولي للعدوى في الطبيعة، كما أن الفيروس لا يمكنه البقاء في البيئة لفترة زمنية طويلة. ونتيجةً لذلك، فإن منع انتقال فيروس شلل الأطفال بين البشر عن طريق التطعيم يعد خطوة حاسمة في القضاء على مرض شلل الأطفال على مستوى العالم. وجدير بالذكر أن اكتشاف هذين اللقاحين قد أدى إلى القضاء على شلل الأطفال واستئصاله في معظم دول العالم،  فانخفض معدل الإصابة به في جميع أنحاء العالم من 350,000 حالة في عام 1988 إلى 1,652 حالة في عام 2007.

## تطور اللقاح
بصفة عامة، تعمل تطعيمات شلل الأطفال على تقوية الجهاز المناعي للإنسان من خلال مولد المناعة، مما يكسبه مناعة مدى الحياة ضد المرض. وتُعرف عملية تحفيز الاستجابة المناعية بجسم الإنسان وإكسابه مناعة ضد المرض عن طريق إعطائه اللقاح أو المصل المناسب «بالتحصين». إن تعزيز مناعة جسم الإنسان ضد مرض شلل الأطفال يمنع بشكل فعال للغاية انتقال فيروس شلل الأطفال البري وانتشار الإصابة به بين البشر، ومن ثم حماية الأفراد متلقي اللقاح والمجتمع كافة من المرض.
وفي عام 1936، حاول موريس برودي؛ وهو مساعد باحث في جامعة نيويورك، إنتاج لقاح شلل أطفال معقم بمادة الفورمالدهيد لقتل الفيروسات التي يحتوى عليها، وذلك من النخاع الشوكي الخاص بنوع معين من القرود. وفي بادئ الأمر، توقفت محاولاته بسبب الصعوبات التي واجهها في الحصول على ما يكفي من الفيروس. كما قام برودي بتجربة اللقاح لأول مرة على نفسه وعلى عدد من مساعديه، ثم بعد ذلك، قام بتطعيم 3,000 طفل باللقاح نفسه وظهرت على معظمهم أعراض الحساسية بسبب اللقاح، ولم يبدو لديهم أي استجابة مناعية ضد مرض شلل الأطفال. وذكر أيضًا أحد أخصائيي علم الأمراض من فيلادلفيا ويدعى جون كولمر، أنه قد قام بتطوير لقاح لشلل الأطفال في العام نفسه، لكنه لم يعزز مناعة الجسم، وزعم البعض أنه قد تسبب في إصابة عدد من الحالات بشلل الأطفال بعضها كان في حالة خطيرة.

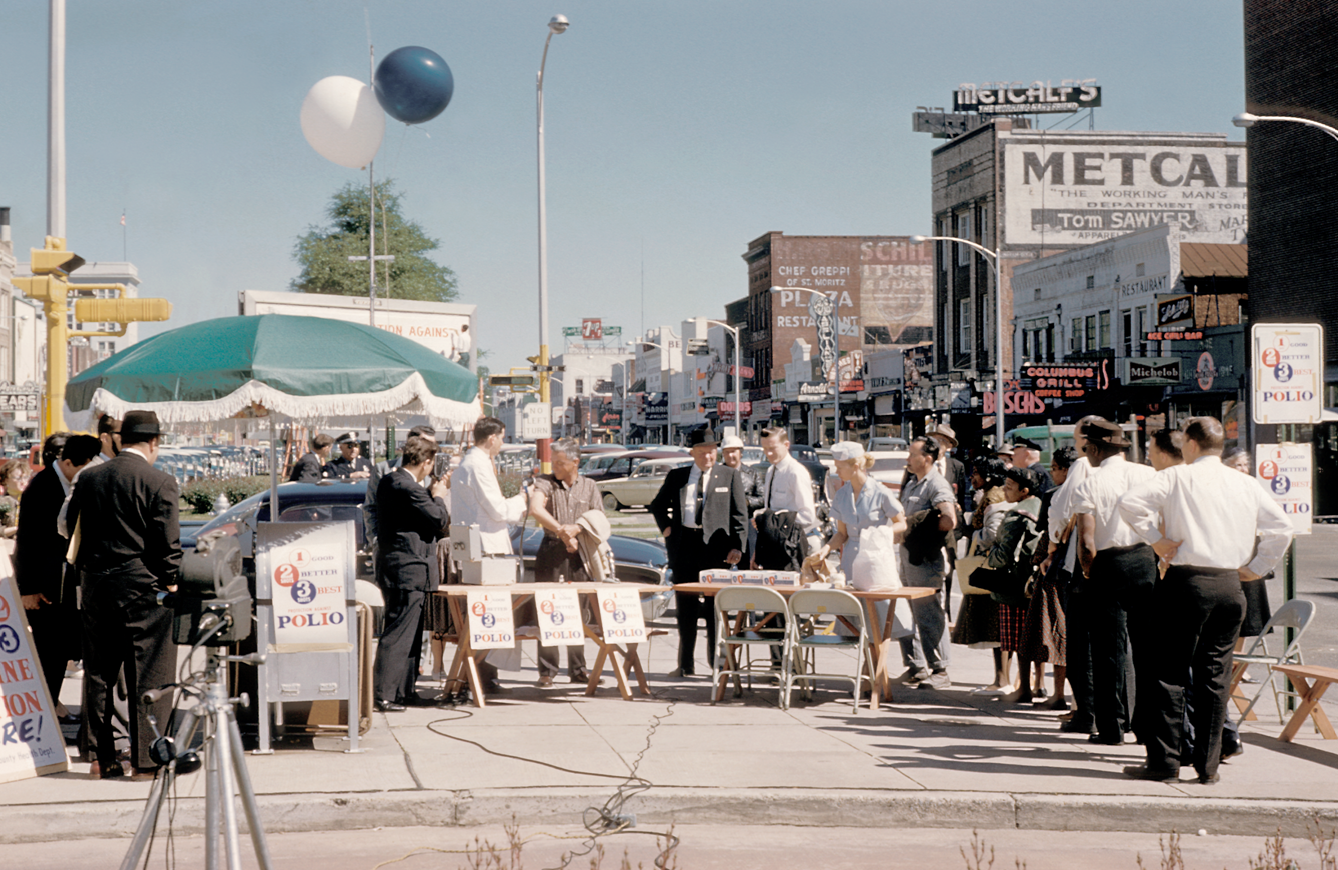
حملة التطعيم الشامل ضد مرض شلل الأطفال في كولومبوس، بجورجيا، خلال الأيام الأولى من البرنامج الوطني للتطعيم ضد شلل الأطفال.

وفي عام 1948، حدث تطوّر كبير حيث قام مجموعة من الباحثين برئاسة الطبيب الأمريكي جون إندرز في مستشفى بوسطن للأطفال بزراعة فيروس شلل الأطفال بنجاح في نسيج بشري في المعمل. ومن ثم، فقد ساهم هذا الإنجاز العظيم بدرجة كبيرة في تيسير أبحاث اللقاحات، مما أتاح الفرصة في النهاية لإنتاج لقاحات ضد شلل الأطفال وتطويرها. واعترافًا بفضل جون إندرز وزميليه توماس ولر وفريدريك روبينز، تم منحهم جائزة نوبل في الطب والفسيولوجيا في عام 1954. تطورات أخرى مهمة أدت إلى اكتشاف لقاحات شلل الأطفال، ومنها: تحديد ثلاثة أنماط مصلية لفيروس شلل الأطفال (النوع الأول من فيروس شلل الأطفال (PV1) وهو ما يُعرف بسلالة Mahoney؛ والنوع الثاني من فيروس شلل الأطفال (PV2) وهو ما يُعرف بسلالة Lansing؛ والنوع الثالث من فيروس شلل الأطفال (PV3) وهو ما يُعرف بسلالة Leon)، وللتعرف المسبق على وجود الفيروس قبل حدوث الشلل، يجب أن يكون الفيروس موجود في الدم، وإثبات أن تزويد الجسم بالأجسام المضادة في صورة غلوبيولينات غاما يقي من الإصابة بشلل الأطفال.
وفي عامي 1952 و1953، شهدت الولايات المتحدة الأمريكية تفشي حالات الإصابة بمرض شلل الأطفال؛ حيث كان يقدر عددها بـ 58,000 حالة و35,000 حالة على التوالي، ويعد ذلك زيادة كبيرة، حيث كان معدل الإصابة بشلل الأطفال قبل ذلك الوقت يقدر بنحو 20,000 حالة في السنة. وفي ظل انتشار مرض شلل الأطفال في الولايات المتحدة الأمريكية، قام أصحاب المؤسسات والمشروعات التجارية الكبرى باستثمار ملايين الدولارات بهدف التوصل إلى لقاح مضاد لشلل الأطفال ومن ثم القيام بتوزيعه على جميع المناطق هناك، ومن بين هؤلاء معامل ليديرل في نيويورك تحت إشراف هيرالد كوكس. ومن خلال العمل أيضًا في معامل ليديرل، ظهر عالم الفيروسات والمناعة هيلاري كوبروفيسكي الذي أعلن أنه قد توصل لأول لقاح فعال مضاد لشلل الأطفال، وذلك في عام 1950. ومع ذلك، فإن لقاحه الذي كان يتألف من فيروس حي ضعيف ويتم تناوله في صورة قطرات عن طريق الفم كان لا يزال في مرحلة البحث، ولن يكون صالحًا للاستخدام إلا بعد مرور خمس سنوات على انتشار لقاح شلل الأطفال الذي اكتشفه جوناس سالك (وهو اللقاح الميت الذي يُعطى عن طريق الحقن) في الأسواق. وكان اللقاح الضعيف الذي اكتشفه هيلاري كوبروفيسكي، قد تم تحضيره بحيث يتخذ مسارات متتالية عبر عقول فئران ألبينو السويسرية. وقبيل المسار السابع، لم تتمكن سلالات اللقاح من إصابة النسيج العصبي بأي تلف أو التسبب في حدوث شلل. وبعد مرور اللقاح عبر مسار أو ثلاثة مسارات أخرى في الفئران، يكون اللقاح آمن لاستخدام البشر. وفي 27 فبراير 1950، تم تجربة اللقاح الحي الضعيف الذي اكتشفه كوبروفيسكي لأول مرة على طفل يبلغ من العمر ثماني سنوات من قرية ليتشوورث في نيويورك، ولم يعانِ الطفل من ظهور أي أعراض أو آثار جانبية إثر إعطائه اللقاح، ثم قام كوبروفيسكي بتوسيع نطاق تجاربه لتشمل 19 طفلاً آخرين.
وعلاوةً على ذلك، فقد أدى اكتشاف لقاحين للقضاء على مرض شلل الأطفال إلى إطلاق أولى حملات التطعيم الشامل في العصر الحديث. أما آخر حالات الإصابة بشلل الأطفال التي نتجت عن انتقال فيروس شلل الأطفال البري المستوطن في الولايات المتحدة الأمريكية فكانت في عام 1979، وذلك مع تفشي الإصابة به بين طائفة الآميش في العديد من ولايات الغرب الأوسط الأمريكية. وفي إطار الجهود الدولية المبذولة من أجل القضاء على مرض شلل الأطفال في جميع أنحاء العالم، في عام 1988 بدأت منظمة الصحة العالمية ومنظمة اليونيسيف ومنظمة الروتاري توجيه جهودها لمكافحة المرض والقضاء عليه، وذلك من خلال الاعتماد بدرجة كبيرة على لقاح شلل الأطفال الفموي الذي طوره العالم ألبرت سابين. وقد تم القضاء تمامًا على مرض شلل الأطفال في الأمريكتين بحلول عام 1994. كما تم الإعلان رسميًا في عام 2000، عن القضاء نهائيًا على مرض شلل الأطفال في 36 دولة من الدول التي تقع غرب المحيط الهادئ، ومن بينها الصين وأستراليا. وفي عام 2002، أعلنت قارة أوروبا أنها خالية تمامًا من مرض شلل الأطفال. واعتبارًا من عام 2008، لا يزال مرض شلل الأطفال منحصرًا ومستوطنًا في أربع دول فحسب وهي نيجيريا والهند وباكستان وأفغانستان. وعلى الرغم من توقف انتقال فيروس شلل الأطفال في كثير من دول العالم، فإن انتقال فيروس شلل الأطفال البري لا يزال مستمرًا، مما يجعل احتمال انتشاره في مناطق كانت خالية من شلل الأطفال من قبل قائمًا. وإذا حدث انتقال فيروس شلل الأطفال من مناطق موبوءة إلى مناطق سليمة، فإن مرض شلل الأطفال قد يتطور وينتشر في الكثير من المناطق، وخاصةً في المناطق التي تعاني من قلة حملات التطعيم وانخفاض مستوى الرعاية الصحية بها، ونتيجةً لذلك، فإنه يتعين الحفاظ باستمرار على تقديم برامج وحملات التطعيم على أعلى مستوى من الجودة لتشمل جميع المناطق من أجل القضاء على مرض شلل الأطفال نهائيًا.

## لقاح شلل الأطفال غير النشط

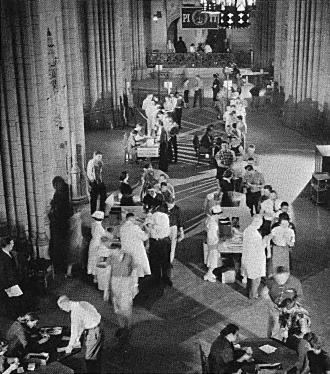
تمت تجربة إعطاء التطعيم ضد مرض شلل الأطفال، بما في ذلك تطعيم جوناس سالك نفسه، في عام 1957 في جامعة بيتسبرج حيث قام هو وفريقه باكتشاف اللقاح.

يرجع تاريخ اكتشاف أول لقاح فعال لشلل الأطفال إلى عام 1952 على يد العالم الأمريكي جوناس سالك في جامعة بيتسبيرج، إلا أن ذلك كان يحتاج إلى سنوات عديدة من التجارب. ومما عزز الصبر لديه أنه أعلن في إذاعة CBS الأمريكية (هيئة الإذاعة الكولومبية) نتائج تجربته الناجحة التي أجراها على مجموعة صغيرة من الأطفال والبالغين في 26 مارس 1953، ونُشرت تلك النتائج بعد ذلك بيومين في مجلة جاما الطبية الأمريكية.
يعتمد اللقاح الذي قدمه سالك أو لقاح شلل الأطفال غير النشط، على ثلاث سلالات مرجعية ضارية - سلالة Mahoney وسلالة MEF-1 وسلالة Saukett - تنمو في مزرعة أنسجة الكلى (وخاصةً خلايا فيرو) لنوع معين من القردة والتي يتم تثبيط نشاطها فيما بعد بإضافة مادة الفورمالين إليها،  كما يمنح لقاح سالك الذي يُعطى عن طريق الحقن الجسم مناعة من خلال جلوبولين كريين ج المناعي حال وجوده في مجرى الدم، مما يمنع تتطور الحالة بأن تصل إلى تسمم الدم الفيروسي، هذا إلى جانب أنه يحمي الخلايا العصبية الحركية، ومن ثم فإنه يحد من إمكانية التعرض للإصابة بما يعرُف باسم الشلل البصلي بالدماغ ومتلازمة ما بعد شلل الأطفال.
في عام 1954، تم تجربة هذا اللقاح في مدرسة ومركز أطفال في بيتسبيرج بولاية بنسيلفانيا. وبعد ذلك، تم استخدام لقاح سالك في تجربة تسمى تجربة فرانسيس الميدانية والتي تعد أكبر وأشهر تجربة في تاريخ الطب. بدأت تجربة اللقاح على 4,000 طفل بمدرسة ابتدائية بمدينة ماكلين في ولاية فيرجينيا الأمريكية،  لتشمل في النهاية 1.8 مليون طفل في 44 ولاية أمريكية بدءً من ولاية ماين وحتى ولاية كاليفورنيا. وقبيل انتهاء فترة الدراسة، وُجد أنه قد تم تطعيم ما يقرب 440,000 فرد مرة أو أكثر من اللقاح عن طريق الحقن، وحوالي 210,000 طفل قد تم إعطاؤهم الجرعة الوهمية منه لإرضائهم فحسب، والتي تتألف من وسائط غير الضارة، ولم يتلقَ 1.2 مليون طفل أي تطعيمات باعتبارهم يقومون بدور المجموعة الضابطة وهم الذين تتم مراقبتهم فيما بعد لملاحظة وجود أية حالة إصابة بشلل الأطفال التقلصي. وتم إعلان نتائج هذه التجربة الميدانية في 12 إبريل عام 1955 (وهي الذكرى السنوية العاشرة لوفاة الرئيس الأمريكي فرانكلين ديلانو روزفيلت - الذي كان مصابًا بشلل الأطفال-). وجدير بالذكر أن لقاح سالك أثبت فاعليته في مقاومة النوع الأول من فيروس شلل الأطفال بنسبة تتراوح من %60 إلى %70، وأنه فعال بنسبة %90 في مقاومة النوعين الثاني والثالث من شلل الأطفال، وفعال بنسبة 94% في منع الإصابة بالشلل البصلي بالدماغ. وبعد اعتماد لقاح سالك وإقراره رسميًا في عام 1955 بفترة وجيزة، سرعان ما تم إطلاق حملات التطعيم ضد شلل الأطفال. وفي الولايات المتحدة الأمريكية، وعقب حملة التطعيم الشامل التي قامت منظمة مارش أوف دايمس بالترويج لها، فإن العدد السنوي لحالات الإصابة بشلل الأطفال قد انخفض إلى 5,600 حالة بحلول عام 1957. وبحلول عام 1961، كان قد تم تسجيل 161 حالة مصابة بشلل الأطفال فحسب في الولايات المتحدة الأمريكية.

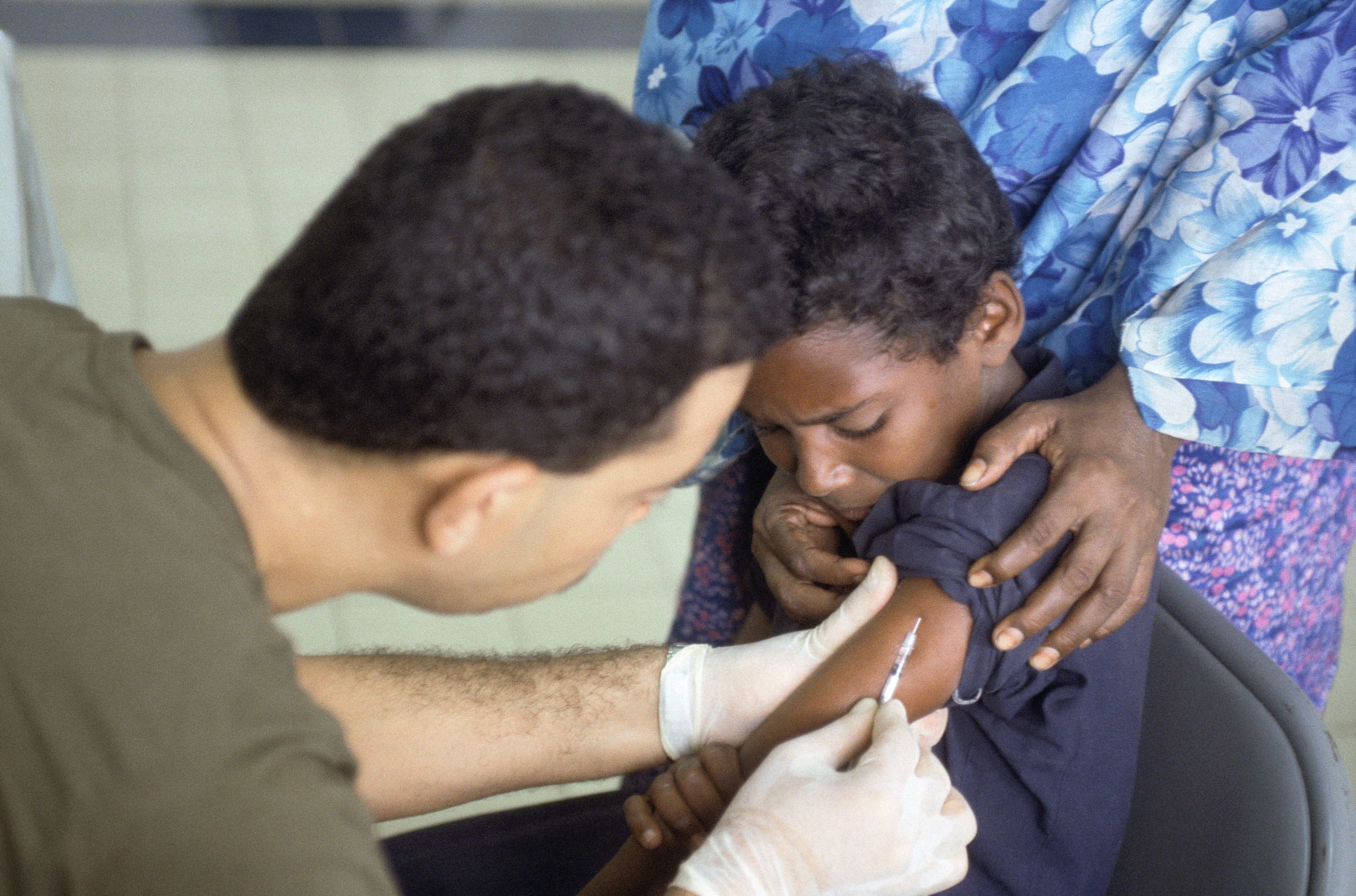
طفل صومالي أثناء حقنه بلقاح غير نشط من لقاحات شلل الأطفال (مقديشيو، عام 1993).

وقد تم الإعلان عن بمدى فاعلية لقاح شلل الأطفال غير النشط في الولايات المتحدة الأمريكية في نوفمبر عام 1987، كما أنه يعد حاليًا اللقاح المفضل المستخدم هناك. وتجدر الإشارة إلى أن أول جرعة من لقاح شلل الأطفال يتم إعطاؤها للطفل بعد ميلاده بفترة زمنية قصيرة، والتي عادةً ما تكون بين شهر أو شهرين من عمره، والجرعة الثانية تُعطى عندما يكون عمره 4 أشهر. أما ميعاد الجرعة الثالثة، فيعتمد على تركيبة اللقاح الذي يجب أن يُعطى في الفترة ما بين الشهر السادس والشهر الثامن عشر من عمر الطفل. وبالنسبة لجرعة التطعيم المنشطة، فيتم إعطاؤها للطفل في الفترة ما بين 4 و6 سنوات، وهذا بالنسبة لإجمالي الجرعات الأربع المقرر إعطاؤها للطفل عند دخوله المدرسة أو قبل ذلك. في بعض الدول، يتم إعطاء جرعة خامسة من التطعيم في فترة المراهقة. هذا، ولا يعد من الضروري إعطاء التطعيم الدوري للبالغين (ممن يبلغون 18 سنة من العمر وما فوق) في الدول المتقدمة، ولا ينبغي أيضًا التوصية بذلك؛ نظرًا لأن معظم البالغين لديهم مناعة بالفعل ضد المرض، كما تقل بدرجة كبيرة جدًا احتمالية تعرضهم للإصابة بفيروس شلل الأطفال البري في أوطانهم الأصلية.
وفي عام 2002، وتحديدًا في الولايات المتحدة الأمريكية قد تمت الموافقة على استخدام تركيبة اللقاح خماسي التكافؤ (وهو ما يُعرف باسم Pediarix) الذي يحتوي على لقاح شلل الأطفال غير النشط. كما يحتوي هذا اللقاح أيضًا على لقاح الدفتيريا ولقاح التيتانوس ولقاح السعال الديكي اللا خلوي (وهذه هي جرعة DTaP) وجرعة الأطفال من اللقاح المضاد لمرض التهاب الكبد الفيروسي B. أما في المملكة المتحدة، يضم لقاح شلل الأطفال غير النشط لقاحات التيتانوس والدفتيريا والسعال الديكي والمستدمية النزلية من النوع B (النوع B من الأنفلونزا) في جرعة واحدة. وعندما يتم استخدام التركيبة الحالية من لقاح شلل الأطفال غير النشط في التطعيم، فإن %90 أو أكثر من الأفراد يصبح لديهم أجسام مضادة تقيهم من الأنماط المصلية الثلاثة لفيروس شلل الأطفال وذلك بعد إعطائهم جرعتين من لقاح شلل الأطفال غير النشط، و%99 على الأقل يكون لديهم مناعة تامة ضد الإصابة بشلل الأطفال عقب إعطائهم ثلاث جرعات منه. إن فترة استمرار فاعلية التطعيم بلقاح شلل الأطفال غير النشط الذي يعزز من مناعة الجسم تعد غير معروفة بالتحديد، على الرغم من أنه يُعتقد أن إتمام سلسلة التطعيمات اللازمة منه قد يقي الجسم من هذا المرض لسنوات عديدة.

## لقاح شلل الأطفال الفموي

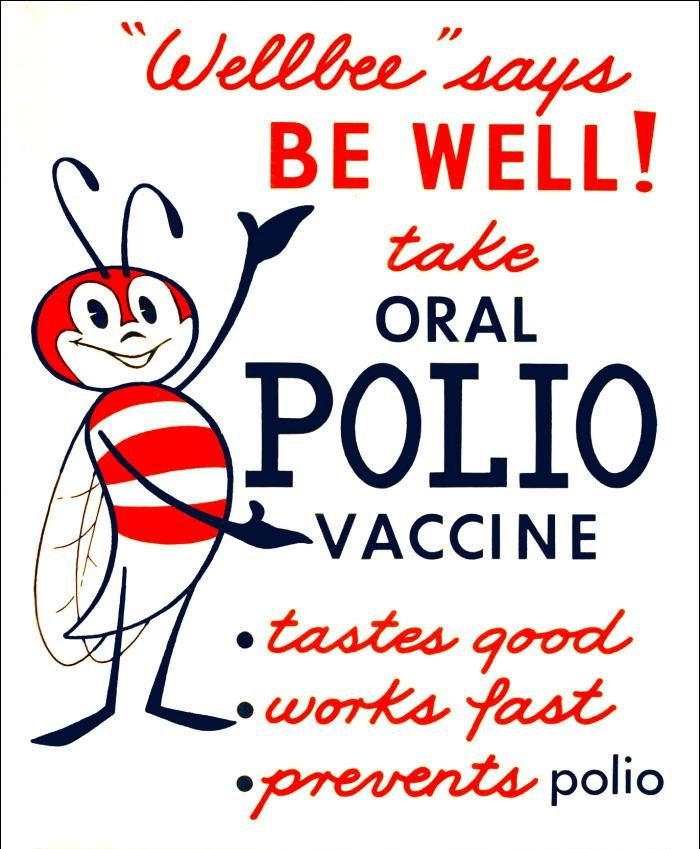
في هذا الملصق الذي خرج للنور في عام 1963، يظهر الرمز الوطني للصحة العامة "Wellbee" والخاص بمراكز مكافحة الأمراض والوقاية منها في أمريكا، لتشجيع الأفراد كافة على تلقي لقاح شلل الأطفال الفموي.

يتألف لقاح شلل الأطفال الفموي من لقاح يشتمل على فيروس حي ضعيف، يتم إنتاجه من خلال مرور الفيروس عبر خلايا غير بشرية في درجة حرارة أقل من العادية مما يؤدي إلى تكوُّن الطفرات العفوية في الجينوم الفيروسي. لقد تم تطوير لقاحات شلل الأطفال التي يتم إعطاؤها عن طريق الفم على يد مجموعات بحثية عديدة، كان يقود إحداها العالم ألبرت سابين. أما المجموعات الأخرى التي قادها هيلاري كوبروفيسكي وهيرالد آر. كوكس، فقد طورت أنواعًا خاصة بها من سلالات لقاح فيروس شلل الأطفال الضعيف. في عام 1958، شكلت المعاهد الوطنية للصحة في الولايات المتحدة الأمريكية لجنة خاصة بشأن لقاحات شلل الأطفال الحية، وتم تقييم مختلف اللقاحات في هذا الصدد بدقة عالية لمعرفة مدى فاعليتها وقدرتها على إحداث مناعة ضد شلل الأطفال، وذلك مع الحفاظ في الوقت نفسه على انخفاض معدل حدوث الإصابة باعتلال الأعصاب في القرود. واستنادًا إلى تلك النتائج، فإن السلالات التي توصل إليها العالم ألبرت سابين تم اختيارها ليتم توزيعها في جميع أنحاء العالم.
هناك 57 بديل من بدائل النكليوتيد التي تميز النوع الأول الضعيف من السلالة التي أنتجها ألبرت سابين عن السلالة الأم الضارية (النمط المصلي Mahoney)، ويعمل نوعان من بدائل النكليوتيد على إضعاف السلالة الثانية التي قدمها سابين، كما تشارك 10 بدائل أخرى في إضعاف سلالة سابين الثالثة. هذا ويتمثل عامل الإضعاف الرئيسي المشترك بين جميع لقاحات سابين الثلاثة في الطفرة الموجودة في موقع الارتباط الريبوسومي الداخلي للفيروس (IRES)،  والذي يُغيّر الهياكل الملفوفة المعروفة باسم العروة الجذعية، كما أنه يقلل من قدرة فيروس شلل الأطفال على ترجمة حمض RNA (الحمض النووي الريبوزي) الخاص به داخل الخلية العائلة. وعلى الرغم من أن الفيروس الضعيف المضاد لشلل الأطفال والموجود في لقاح سابين يتكاثر بكفاءة عالية في الأمعاء؛ وهي المركز الرئيسي للعدوى وتكاثر الفيروس، فإنه يكون غير قادر على القيام بذلك بفاعلية داخل أنسجة الجهاز العصبي. وتجدر الإشارة إلى أن لقاح شلل الأطفال الفموي قد أثبت أيضًا فاعليته في التطعيمات وتفوقه على اللقاح الآخر الذي يتم إعطاؤه عن طريق الحقن؛ وأدى ذلك إلى عدم الحاجة لاستخدام الحُقَن المعقمة في التطعيم وإنتاج لقاح أكثر ملاءمةً لحملات التطعيم واسعة النطاق. وعلاوةً على ذلك، عمل لقاح شلل الأطفال الفموي على تعزيز مناعة الجسم لفترات أطول من تلك التي يمنحها لقاح سالك.
وفي عام 1961، تم التصريح بالنوعين الأول والثاني من لقاح شلل الأطفال أحادي التكافؤ الذي يتم تناوله عن طريق الفم، وفي عام 1962 تم التصريح بالنوع الثالث منه. أما في عام 1963، فقد تم التصريح بلقاح شلل الأطفال ثلاثي التكافؤ الذي يتم تناوله عن طريق الفم، ليصبح بذلك اللقاح الأول المستخدم في الولايات المتحدة الأمريكية وفي معظم دول العالم الأخرى حينذاك، وهكذا أصبح يحل - وبدرجة كبيرة - محل لقاح شلل الأطفال غير النشط. وكانت هناك موجة ثانية من حملات التطعيم الشامل للوقاية من مرض شلل الأطفال، والتي أدت إلى حدوث انخفاض كبير في معدل حالات الإصابة بشلل الأطفال. وفي الفترة ما بين 1962 و1965، تم تطعيم ما يقرب من 100 مليون أمريكي (أي حوالي 56% من السكان في ذلك الوقت) بلقاح سابين. وكانت النتيجة حدوث انخفاض كبير في عدد الحالات المصابة بمرض شلل الأطفال، حيث انخفض عددها كثيرًا عن الفترة التي أعقبت اكتشاف لقاح سالك والعمل به.
وعادةً ما يتم تقديم لقاح شلل الأطفال الفموي في زجاجات تتضمن من 10 إلى 20 جرعة من اللقاح. وتحتوي الجرعة الواحدة من لقاح شلل الأطفال الفموي (والتي عادةً ما تكون قطرتين) على 1,000,000 وحدة معدية من السلالة الأولى من لقاح سابين (الفعالة في مقاومة النوع الأول من الفيروس المسبب لشلل الأطفال) و100,000 وحدة معدية من السلالة الثانية من لقاح سابين و600,000 وحدة معدية من السلالة الثالثة من اللقاح نفسه. إضافةً إلى ذلك، يحتوي لقاح شلل الأطفال على مقدار ضئيل من المضادات الحيوية مثل النيوميسين والستربتوميسين، ولكنه لا يحتوي على أي نوع من المواد الحافظة. وجدير بالذكر أن جرعة واحدة من لقاح شلل الأطفال الفموي تعطي الجسم مناعة كافية ضد الأنماط المصلية الثلاثة لفيروس شلل الأطفال بالنسبة لحوالي %50 من متلقي التطعيم. أما الجرعات الثلاث من لقاح شلل الأطفال الحي الضعيف، فتنتج أجسام مضادة للوقاية من الأنواع الثلاثة لفيروس شلل الأطفال وثبت فاعلية ذلك فيما يزيد عن %95 من متلقي التطعيم. كما أن لقاح شلل الأطفال الفموي فيُعطي الأمعاء مناعة ممتازة، وهي المركز الرئيسي لفيروس شلل الأطفال البري بعد دخوله جسم الإنسان، الأمر الذي يساعد في منع الإصابة بهذا الفيروس البري في المناطق التي ينتشر فيها ويعد مستوطنًا بها. يخرج الفيروس الحي المستخدم في لقاح شلل الأطفال مع براز الفرد المصاب به، لذا يمكن أن تنتشر الإصابة بهذا الفيروس بين الأفراد الآخرين في المجتمع، ولهذا ينبغي تعزيز الوقاية من مرض شلل الأطفال بما في ذلك الأفراد الذين لم يتم تطعيمهم مباشرةً باللقاح، حيث يعطي لقاح شلل الأطفال الذي يتم التطعيم به عن طريق الحقن العضلي الجهاز الهضمي مناعة أقل مقارنة بلقاح شلل الأطفال الفموي، ويعمل بصورة أساسية على الحيلولة دون دخول الفيروس إلى الجهاز العصبي. وفي المناطق التي لا ينتشر بها فيروس شلل الأطفال البري، يعد لقاح شلل الأطفال غير النشط هو اللقاح الأمثل. من ناحية أخرى، فلا يزال لقاح شلل الأطفال الحي مستخدمًا في المناطق التي ترتفع فيها حالات الإصابة بشلل الأطفال، ومن ثم تكون هناك احتمالية للتعرض لمخاطر نسبية تتعلق بمدى فاعلية اللقاح ومدى عودته إلى صورته الأولى الضارية. هذا، ويتطلب أيضًا لقاح الفيروس الحي شروطًا صارمة ترتبط بعمليات النقل والتخزين؛ الأمر الذي يمثل مشكلة كبيرة في بعض المناطق الحارة أو النائية. وكما هو الحال مع لقاحات الفيروسات الحية الأخرى، فإن مناعة الجسم التي يعززها لقاح شلل الأطفال الفموي ربما تمتد لمدى الحياة.

## شلل الأطفال الناجم عن تلقي اللقاح
من كبرى المشكلات المتعلقة بلقاح شلل الأطفال الفموي، هي قدرة هذا الفيروس على العودة إلى صورة معينة يمكنه من خلالها إصابة الجهاز العصبي وحدوث الشلل. فالمرض الإكلينيكي - بما في ذلك الشلل - الذي ينجم عن التطعيم بلقاح شلل الأطفال لا يمكن تمييزه عن ذلك الناجم عن فيروس شلل الأطفال البري،  ونادرًا ما يحدث ذلك بصفة عامة، ولكن قد تم الإعلان عن تفشي حالات الإصابة بمرض شلل الأطفال المصاحبة لتلقي اللقاح في المناطق التي تنخفض بها خدمات الرعاية الصحية ولا تشملها تطعيمات لقاح شلل الأطفال الفموي؛ لأنه من المفترض أن لقاح شلل الأطفال الفموي يعد في حد ذاته لقاحًا يقي من ظهور سلالات أخرى ذات صلة.

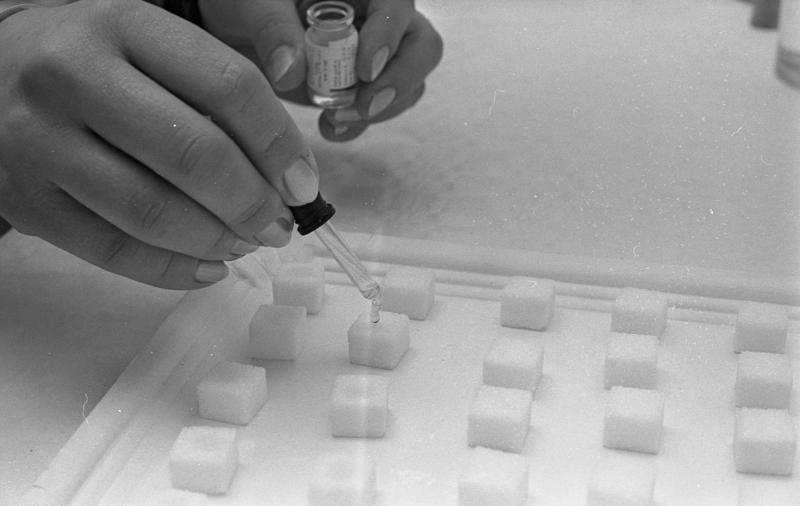
إضافة جرعات من لقاح شلل الأطفال الفموي لمكعبات السكر لاستخدامها في حملة التطعيم ضد شلل الأطفال عام 1967 في بون بألمانيا.

ومع انخفاض معدلات الإصابة بفيروس شلل الأطفال البري، اتجهت الدول إلى الاستغناء عن استخدام اللقاح الفموي وتحولت إلى استخدام اللقاح الذي يُعطى عن طريق الحقن، وذلك بسبب الاحتمالية المباشرة للتعرض للإصابة بشلل الأطفال الناجم عن تلقي لقاح شلل الأطفال الفموي تفوق الفائدة غير المباشرة لعملية التطعيم بانتقال الفيروس عن طريق هذا اللقاح. وعندما يتم استخدام لقاح شلل الأطفال الذي يُعطى عن طريق الحقن، فمن غير الممكن عودة الفيروس إلى صورته الأولى الضارية. ولكن ما زال هناك احتمال ضئيل بالتعرض للإصابة بالفيروس بمجرد تلقي لقاح فيروس شلل الأطفال الفموي الذي ارتد إلى صورته الضارية أو فيروس شلل الأطفال البري. وعقب انتشار استخدام لقاحات شلل الأطفال في منتصف الخمسينيات من القرن العشرين، انخفض معدل حالات الإصابة بشلل الأطفال بسرعة كبيرة في كثير من الدول الصناعية. وتجدر الإشارة إلى أنه توقف استخدام لقاح شلل الأطفال الفموي في الولايات المتحدة الأمريكية في عام 2000 وفي المملكة المتحدة في عام 2004، لكنه لا يزال مستخدمًا في جميع أنحاء العالم.
من ناحية أخرى، يتفاوت معدل الإصابة بمرض شلل الأطفال المصاحب لتلقي اللقاح من منطقة إلى أخرى، ولكن بصفة عامة توجد تقريبًا حالة إصابة واحدة من بين 750,000 حالة من متلقي اللقاح. وعلى الأرجح، تحدث حالات الإصابة بمرض شلل الأطفال الناجم عن تلقي اللقاح بصورة أكبر في البالغين عن الأطفال. وبالنسبة للأطفال الذين يعانون من نقص المناعة، ترتفع احتمالية تعرضهم للإصابة بشلل الأطفال الناجم عن تلقي اللقاح بما يفوق الحالات الأخرى بحوالي 7,000 مرة تقريبًا، ولا سيما في الأفراد الذين يعانون من اضطرابات الخلايا اللمفاوية البائية (مثل نقص وفقد غاماجلوبولين الدم)، مما يقلل من تكوين الأجسام المضادة الوقائية في الجسم. هذا، وترى منظمة الصحة العالمية أن فوائد التطعيم ضد شلل الأطفال تعد أكثر بكثير من احتمالية التعرض إلى الإصابة بشلل الأطفال الناجم عن تلقي اللقاح. وجدير بالذكر، أنه قد توقف تفشي الإصابة بشلل الأطفال الناجم عن تلقي اللقاح ويرجع الفضل في ذلك إلى حملات التطعيم المتكررة والتي تكون على درجة عالية من الجودة والكفاءة، حيث أنها تعمل على تعزيز مناعة جميع الأفراد للوقاية من الإصابة بهذا المرض.
من ناحية أخرى، ظهرت الإصابة بشلل الأطفال الناجم عن تلقي اللقاح في كل من روسيا البيضاء (1965-1966) وكندا (1966-1968) ومصر (1983-1993) وجزيرة هيسبانيولا (2000-2001) والفلبين (2001) ومدغشقر (2001-2002) وهايتي (2002)، حيث توجد الصراعات السياسية وينتشر الفقر بما يتعارض مع جهود حملات التطعيم ويعمل على إعاقتها. وفي عام 2006، انتشرت الإصابة بفيروس شلل الأطفال المصاحب لتلقي اللقاح في الصين. وتم الإعلان عن حالات إصابة في كل من كمبوديا (2005-2006) وميانمار (2006-2007) وإيران (1995, 2005-2007) وسوريا والكويت ومصر. ومنذ عام 2005، رصدت منظمة الصحة العالمية حالات الإصابة بشلل الأطفال الناجم عن تلقي اللقاح في شمال نيجيريا والذي كان يرجع سببه إلى وجود طفرة في لقاحات شلل الأطفال الحية الفموية.

## مشكلات تلوث لقاح شلل الأطفال
في عام 1960، تقرر أن خلايا كلى المكاك الريسوسي المستخدمة في تحضير اللقاحات المضادة لفيروس شلل الأطفال كانت مصابة بنوع الفيروس القردي-40 (Simian Virus-40). وتم اكتشاف أيضًا الإصابة بالفيروس القردي-40 في عام 1960، وهو يمثل الفيروس الذي يصيب القرود بصورة طبيعية. وفي عام 1961، وُجد أن سبب ظهور الأورام في القوارض يرجع إلى إصابتها بالفيروس القردي-40. وفي الآونة الأخيرة، تم اكتشاف هذا الفيروس في صور معينة من السرطان الذي يصيب الإنسان، على سبيل المثال أورام العظام والدماغ الخبيثة وورم الظهارة المتوسطة والورم الليمفاوي اللاهودجكيني. ومع ذلك، فلم يثبت بعد أن الفيروس القردي-40 يسبب هذه السرطانات.
ووُجد أن الفيروس القردي-40، كان متواجد في مخزونات لقاح شلل الأطفال الذي يُعطى عن طريق الحقن والمستخدم في الفترة ما بين 1955 و1963، كما ثبت أنه لا يوجد في لقاح شلل الأطفال الذي يتم تناوله في صورة قطرات عن طريق الفم. وكان قد تلقى ما يزيد عن 98 مليون فرد أمريكي جرعة أو أكثر من لقاح شلل الأطفال في الفترة ما بين 1955 و1963، عندما ثبت أن اللقاح كان ملوثًا بالفيروس القردي-40، حيث أشارت التقديرات إلى أن عددًا يتراوح من 10 إلى 30 مليون أمريكي قد تم تطعيمهم بجرعة من لقاح شلل الأطفال الملوث بالفيروس القردي-40. وذكر تحليل في وقت لاحق أن اللقاحات التي أنتجتها دول الكتلة الشرقية حتى عام 1980 والمستخدمة في اتحاد الجمهوريات السوفيتية الاشتراكية السابقة والصين واليابان ومختلف دول إفريقيا قد تلوثت بهذا الفيروس القردي؛ مما يعني تعرض مئات الملايين من البشر أو أكثر للإصابة بالفيروس القردي-40.
وفي عام 1998، قام المعهد الوطني للسرطان في أمريكا بإجراء دراسة شاملة على نطاق واسع وذلك باستخدام معلومات عن معدل الحالات المصابة بالسرطان والتي تم الحصول عليها من خلال قاعدة بيانات SEER الخاصة بالمعاهد الوطنية للصحة. وكشفت نتائج الدراسة التي تم نشرها أنه لا توجد زيادة في معدل حالات الإصابة بالسرطان بين الأشخاص الذين قد تلقوا اللقاح الذي يحتوي على الفيروس القردي-40. وقامت دراسة أخرى أُجريت على نطاق واسع في السويد بفحص معدلات الإصابة بالسرطان بين 700,000 فرد من الأفراد الذين قد تلقوا لقاح شلل الأطفال المحتمل تلوثه بالفيروس في نهاية عام 1957، وكشفت الدراسة مرة أخرى أنه لا توجد زيادة في معدل الإصابة بالسرطان بين الأفراد الذين تم تطعيمهم بلقاحات شلل الأطفال الملوثة بالفيروس القردي-40 وهؤلاء الذين لم يتلقوا تطعيم هذا اللقاح. ومع ذلك، فلا تزال مسألة ما إذا كان الفيروس القردي-40 يسبب الإصابة بمرض السرطان في البشر أم لا، قضيةً مثيرة للجدل والخلاف، ولكن ينبغي إجراء التجارب اللازمة بقصد الكشف عن وجود هذا الفيروس القردي في الأنسجة البشرية والتوصل لحل بشأن هذا الخلاف.
ومن خلال المنافسة والسعي من أجل اكتشاف لقاح شلل الأطفال الفموي وتطويره، أُجريت عدة تجارب في هذا الصدد على الإنسان على نطاق واسع. وبحلول عام 1958، أقرت المعاهد الوطنية للصحة بأمريكا أن اللقاح المنتج عن طريق استخدام سلالات سابين يعد اللقاح الأكثر أمانًا. وعلى الرغم من ذلك، ففي الفترة ما بين 1957 و1960، استمر هيلاري كوبروفيسكي في توزيع لقاحه الذي أنتجه لجميع أنحاء العالم. وفي إفريقيا، تم إعطاء لقاحات شلل الأطفال لما يقرب من مليون شخص في الأراضي البلجيكية، التي تعد الآن جمهورية الكونغو الديمقراطية، ورواندا وبوروندي. وعلاوةً على ذلك، كانت نتائج هذه التجارب التي أُجريت على الإنسان مثار جدل،  ففي حين ظهرت العديد من الاتهامات في التسعينيات من القرن العشرين الموجهة ضد لقاح شلل الأطفال بأنه قد هيأ الظروف لانتقال عدوى فيروس نقص المناعة القردي من قرود الشمبانزي إلى البشر مما سبب انتشار مرض الإيدز. ومع ذلك، فإنه قد تم دحض هذه الفرضيات. وبحلول عام 2004، انخفض معدل الحالات المصابة بمرض شلل الأطفال في إفريقيا ليصل إلى عدد قليل فحسب في المناطق المعزولة التي توجد في الجزء الغربي من القارة، هذا إلى جانب وجود حالات مصابة متفرقة في أماكن أخرى. ومع ذلك، ففي الآونة الأخيرة كانت هناك معارضة لحملات التطعيم ضد مرض شلل الأطفال،  والتي نشأت في الغالب بسبب الخوف من أن اللقاح ربما يسبب العُقم. ومنذ أن عاود مرض شلل الأطفال الانتشار والظهور مرة أخرى في نيجيريا والعديد من الدول الأفريقية الأخرى، أكد علماء الأوبئة أن السبب في ذلك يرجع إلى رفض عدد من السكان المحليين إعطاء أطفالهم لقاح شلل الأطفال.

## وصلات خارجية
- CGDev.org نسخة محفوظة 4 أبريل 2005 على موقع واي باك مشين. - 'Vaccines for Development', Center for Global Development
- PBS.org - 'People and Discoveries: Salk Produces Polio Vaccine 1952', PBS
- Carlsen W (15 يوليو 2001). "Rogue virus in the vaccine: Early polio vaccine harbored virus now feared to cause cancer in humans". San Francisco Chronicle. مؤرشف من الأصل في 2012-06-10. اطلع عليه بتاريخ 2008-11-29.
- Documents regarding Jonas Salk and the Salk Polio Vaccine, Dwight D. Eisenhower Presidential Library
- Conquering Polio, Smithsonian Magazine, April 2005